# ホーグランド溶液
ホーグランド溶液（ホーグランドようえき、英: Hoagland solution）とは、1938年にデニス・ロバート・ホーグランド[ 英: Dennis Robert Hoagland ]とダニエル・イズラエル・アーノン[ 英: Daniel Israel Arnon ]によって開発され、1950年にアーノンによって組成を改良された水耕栽培用栄養溶液である。（少なくとも学術分野では）植物の生育に最も使用されている養液の1つである。ホーグランド溶液は窒素やカリウムを非常に高濃度で含むため、トマトやピーマンといった大型の植物の生育に適している。また、原液の1/4または1/5希釈溶液は、レタスや水生植物といった栄養要求性が低い植物の生育に利用する事ができる。

## 組成および特徴
ホーグランド溶液は、植物が根から取り込む、植物の生育に必要なすべての元素(必須栄養素)、すなわち炭素(C)と水素(H)と酸素(O)以外の多量要素：窒素(N)、リン(P)、カリウム(K)、カルシウム(Ca)、マグネシウム(Mg)、硫黄(S)、および微量要素：塩素(Cl)、鉄(Fe)、ホウ素(B)、マンガン(Mn)、亜鉛(Zn)、銅(Cu)、ニッケル(Ni)、モリブデン(Mo)、コバルト(Co)を無機塩の形で含む。その量は土壌中の根圏と比較して非常に多く、かつ過剰摂取による生長障害や塩ストレスが現れない範囲にある。例えば、土壌水のリン濃度は通常0.06ppmよりも低いが、ホーグランド溶液中では改良前で31ppm、改良後で62ppmである。1950年にホーグランドとアーノンによって発表されたホーグランド溶液の組成は、主に組成に鉄キレートを追加するために、数回変更された。変更前の組成を以下に示す。
- N: 210ppm
- K: 235ppm
- Ca: 200ppm
- P: 31ppm
- S: 64ppm
- Mg: 48ppm
- B: 0.5ppm
- Fe: 1-5ppm
- Mn: 0.5ppm
- Zn: 0.05ppm
- Cu: 0.02ppm
- Mo: 0.01ppm

次に改良後の組成を示す。
- N: 224ppm、16mM
- K: 235ppm、6mM
- Ca: 160ppm、4mM
- P: 62ppm、2mM
- S: 32ppm、1mM
- Mg: 24ppm、1mM
- B: 0.27ppm、25µM
- Fe: 1-3ppm、16.1-53.7µM
- Mn: 0.11ppm、2.0µM
- Zn: 0.13ppm、2.0µM
- Cu: 0.03ppm、0.5µM
- Mo: 0.05ppm、0.5µM
- Cl: 1.77ppm、50µM
- (*)Ni: 0.03ppm、0.5µM
- (*)Si: 28ppm、1mM

(*)の無機元素は、ホーグランド溶液調製の際に必ずしもその含有試薬が加えられないものである。ニッケルは必須栄養素であり、コバルトはマメ科植物や一部の藍藻などにとって必須栄養素である事が証明されているが、通常他の試薬に不純物として存在するため加える必要がない。ケイ素はすべての植物にとっての必須栄養素ではなく、稲など一部の植物にとって有用な栄養素である。
改良前と比べた改良後のホーグランド溶液の特徴はまず、改良前は窒素源として硝酸イオンのみを含んでいたが、改良後は硝酸とアンモニウムイオンの両方を含んでいる点である。一般に、窒素源として硝酸イオンのみを用いると溶液のpHの大幅な低下を招くが、陰イオンである硝酸とともに陽イオンであるアンモニアを混合するとpHの低下が緩和される。また、植物は硝酸とアンモニアの両方を吸収した時に植物体内の陽イオンと陰イオンのバランスが良くなるため、pHが中性であっても、どちらか一方のみよりも硝酸とアンモニアの両方が供給されている場合のほうが植物の生育は良い。
ホーグランド溶液の特徴として次に、二価鉄の供給源として鉄キレート剤[ 英: iron chelate ]を用いている点である。鉄源として硫酸鉄や硝酸鉄を用いた時、これらは水酸化鉄となって沈殿してしまうし、また、植物生長に必須のリン酸塩は鉄塩を不溶性のリン酸鉄にしてしまう。鉄塩が容易に沈殿してしまう養液からは、植物は加えられた量に比してわずかな量の鉄しか吸収することができない。この問題のため、鉄塩が沈殿しないようにホーグランド溶液には鉄源とともにキレーターが添加されている。キレーターとは、鉄やカルシウムのような陽イオンと可溶性の錯体を形成する化合物であり、初期にはキレーターとしてクエン酸や酒石酸が用いられた。現在では、エチレンジアミン四酢酸(EDTA)またはジエチレントリアミン五酢酸[ 英: diethylene triamine pentaacetic acid：DTPA ]が用いられている。EDTAやDTPAが形成する錯体中の鉄は三価であるが、根の表面で三価鉄は還元されて二価鉄となり、錯体から遊離して根の細胞内に移行すると考えられている。

## 調製
調製には以下の試薬を用いる。
1. 硝酸カリウム:KNO3
2. 硫酸マグネシウム7水和物:MgSO4•7H2O、及びリン酸二水素カリウム(一塩基のリン酸カリウム):KH2PO4
3. EDTA鉄:Fe-EDTA、またはその他の鉄キレート剤
4. ホウ酸:H3BO3
5. 硫酸銅:CuSO4
6. 硫酸亜鉛7水和物：ZnSO4•7H2O
7. 塩化マンガン4水和物MnCl2•4H2O
8. モリブデン酸ナトリウム：Na2MoO4•2H2O,
9. 硝酸カルシウム：Ca(NO3)2•4H2O。これは最後に加えなければならない。

ホーグランド溶液の調製は、まず各要素をホーグランド溶液中濃度の何倍も高い濃度で含んでいるいくつかのストック溶液を調製し、それらをある比率で混合し、純水でメスアップすることにより行われる。ストック溶液の組成と1xホーグランド溶液を調製する際のストック溶液の混合量を次の表に示す。
| 組成                           | ストック溶液 | mL(ストック溶液)/1L |
| ------------------------------ | ------------ | ------------------- |
| 多量要素                       |              |                     |
| 2M KNO3                        | 202 g/L      | 2.5                 |
| 2M Ca(NO3)2•4H2O               | 236 g/0.5L   | 2.5                 |
| Iron (Sprint 138 iron chelate) | 15 g/L       | 1.5                 |
| 2M MgSO4•7H2O                  | 493 g/L      | 1                   |
| 1M NH4NO3                      | 80 g/L       | 1                   |
| 微量要素                       |              |                     |
| H3BO3                          | 2.86 g/L     | 1                   |
| MnCl2•4H2O                     | 1.81 g/L     | 1                   |
| ZnSO4•7H2O                     | 0.22 g/L     | 1                   |
| CuSO4•5H2O                     | 0.051 g/L    | 1                   |
| H3MoO4•H2O or                  | 0.09 g/L     | 1                   |
| Na2MoO4•2H2O                   | 0.12 g/L     | 1                   |
| リン酸塩                       |              |                     |
| 1M KH2PO4 (pH:6.0)             | 136 g/L      | 1                   |